# NGC 1036
NGC 1036 je nepravidelná trpasličí galaxie a Markarjanova galaxie v souhvězdí Berana. Její zdánlivá jasnost je 12,7m a úhlová velikost 1,5′ × 1,1′. Je vzdálená 38 milionů světelných let, průměr má 15 000 světelných let. Galaxii objevil 29. listopadu 1785 William Herschel. Pozdější pozorování této galaxie bylo duplicitně katalogizováno v doplňku katalogu NGC jako IC 1828.